# 日本基督教団仙台北教会
日本基督教団仙台北教会（にほんきりすときょうだん せんだいきたきょうかい）は、宮城県仙台市青葉区にある、旧組合教会系の日本基督教団の教会である。
新島襄を校長とする宮城英学校（東華学校）の教員が中心になって、1887年（明治20年）3月13日、南町に宮城組合教会が設立される。英学校は廃校になるが、教会は片桐清治やJ・K・H・デフォレストらを中心に独立教会として継続する。
1906年（明治39年）に日本組合基督教会に所属し、仙台組合教会に改称する。1941年（昭和16年）6月24日、日本基督教団の成立に伴い、仙台東三番丁教会と改称し、川端忠治郎の下に教会形成を行う。1974年（昭和29年）に中央3丁目から東勝山団地に移転し、4月1日に仙台北教会と改称した。
その後、菅隆志牧師の元に、オルガニストの菅英三子や川端純四郎らにより教会音楽による活動を行う。また、仙台市内に教会附属幼稚園として仙台めぐみ幼稚園を開園する。